# 貝爾氏魮
貝爾氏魮（学名：Clypeobarbus bellcrossi）為輻鰭魚綱鯉形目鯉科的一個種，分布於非洲三比西河上游流域，體長可達9公分，棲息在中底層水域，可做為食用魚及觀賞魚。